# 丸山尚一
丸山 尚一（まるやま　なおかず、1924年 - 2002年9月12日）は、日本の美術評論家。

## 来歴
東京生まれ。早稲田大学仏文科卒業。平凡社に入社。『世界美術全集』などの編集に携わった後、仏像調査、研究執筆生活に入る。
円空仏の取材・評論では第一人者である。

## 著書
- 生きている仏像たち 日本彫刻風土論 読売新聞社 1970 (読売選書)
- 地方佛 鹿島研究出版会 1974
- 円空風土記 読売新聞社 1974
- 秘仏の旅（上下） 東京新聞出版局 1983
- 十一面観音紀行 平凡社 1985.7 藤森武写真
- 旅の仏たち 地方仏紀行 全4巻 毎日新聞社 1987
- 十一面観音の旅 新潮社 1992.10
- 続 十一面観音の旅 新潮社 1994.6
- 新・円空風土記 里文出版 1994.9
- 地方の佛たち 中部編 中日新聞本社 1995.12
- 地方の佛たち 近江・若狭・越前編 中日新聞本社 1996.10
- 地方の佛たち 近畿編 中日新聞本社 1997.12
- わが心の木彫仏 東日本 東京新聞出版局 1998.11
- 地方仏を歩く 全4巻 日本放送出版協会 2004.2

### 共編著
- 円空の彫刻 紀伊国屋書店 1961　田枝幹宏写真、序文瀧口修造
- 円空と木喰 永井信一と解説 講談社 1978.9  田枝幹宏写真
- 秘仏 十一面観音 平凡社 1985.1 解説　藤森武写真

### 翻訳
- 印象派 モーリス・セリュラス 平岡昇共訳 白水社 文庫クセジュ 1962、改版1992

### その他
東京都世田谷区の自宅はル・コルビュジエの弟子の建築家吉阪隆正に設計を依頼したもので、吉阪の住宅建築の中でも珍しい木造建築であった（1957年～2021年解体）。丸山尚一は吉阪の早稲田大学山岳部の後輩であり、個人的な交友があった。
山岳雑誌「アルプ」227号（創文社）に執筆。

### 家族
父親は日本画家の丸山永畝